# Лингенфельтер, Ричард
Ричард Лингенфельтер (англ. Richard Emery "Rich" Lingenfelter, 5 апреля 1934 — 20 марта 2021) — американский астрофизик и историк. Он известен своими работами о происхождении космических лучей и гамма-лучей. Как историк он получил признание за свои усилия по ведению хроники истории Долины Смерти.

## Биография
Лингенфельтер родился 5 апреля 1934 года в Фармингтоне, штат Нью-Мексико. Он получил степень бакалавра в Калифорнийском университете в Лос-Анджелесе (UCLA) в 1956 году. Затем он работал в Ливерморской национальной лаборатории с 1957 по 1962 год, после чего с 1962 по 1968 год работал в Институте геофизики Калифорнийского университета в Лос-Анджелесе. С 1969 по 1979 год он был профессором Института геофизики и планетарной физики Калифорнийского университета в Лос-Анджелесе, а также их кафедры истории. Он одновременно был преподавателем факультета астрономии Калифорнийского университета в Лос-Анджелесе с 1974 по 1979 год. В 1979 году он пришёл на факультет Калифорнийского университета в Сан-Диего (UCSD) в качестве физика-исследователя, теоретика и старшего преподавателя. После выхода на пенсию он остался в Калифорнийском университете в качестве почётного физика-исследователя в Центре астрофизики и космических наук Калифорнийского университета в Сан-Диего.

## Награды и почести
Лингенфельтер получил стипендию Фулбрайта для работы в качестве приглашённого научного сотрудника в Институте фундаментальных исследований Тата с 1968 по 1969 год. Он был членом Американского физического общества и бывшим председателем его отдела астрофизики. К другим профессиональным обществам, в которых состоял Р. Лингенфельтер, относятся Американский геофизический союз, Американское астрономическое общество, Международный астрономический союз и Ассоциация западной истории. 